# جرجان

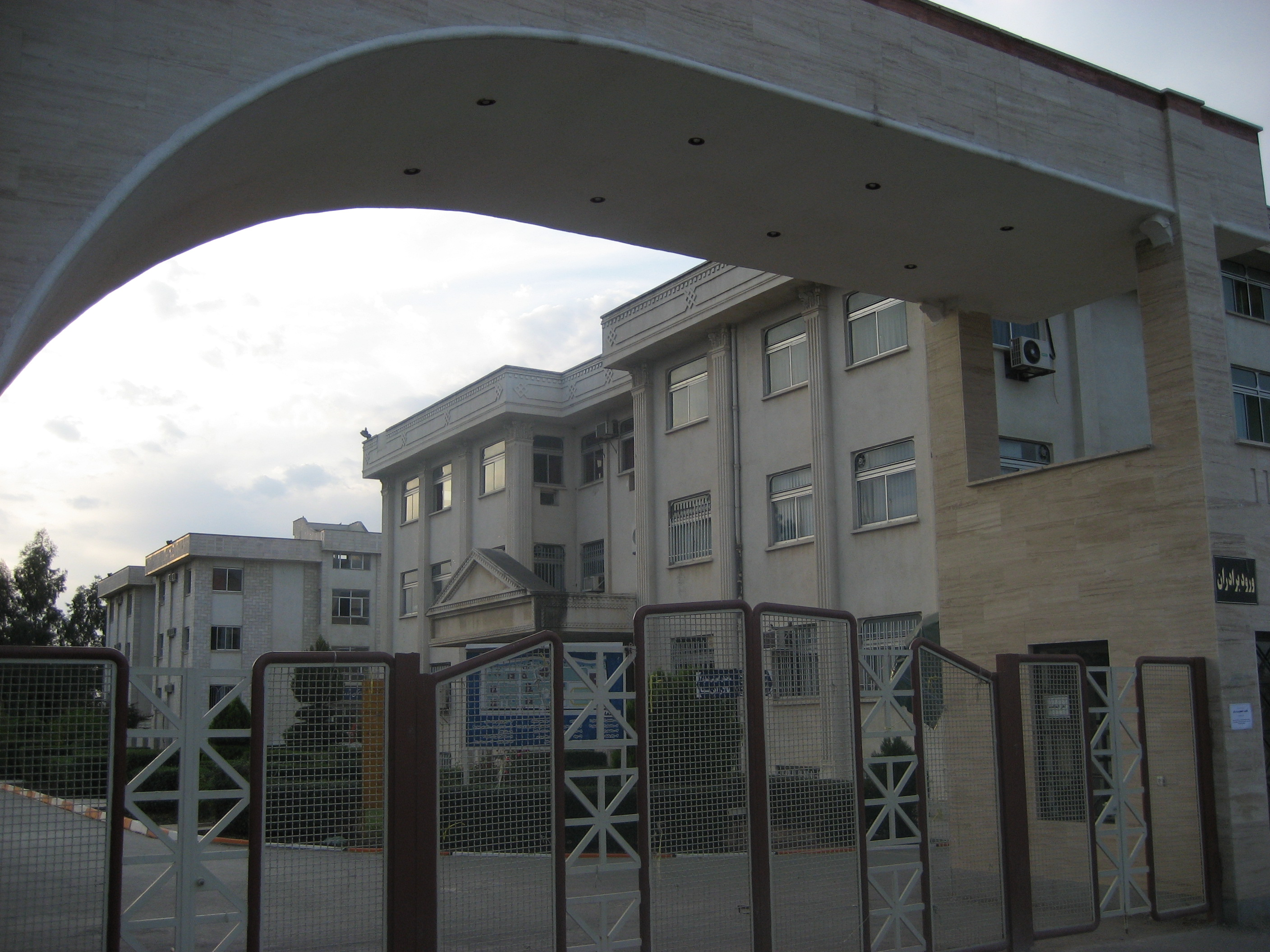
جامعة آزاد الإسلامية فرع جرجان

جرجان أو كركان (بالفارسية:گرگان) - وكانت قديماً تسمّى أستراباذ أو أستراباد - إحدى المدن الشهيرة في إيران. وتقع في شمالي إيران حالياً وكانت جرجان مركز منطقة استرآباد. وإليها ينتسب الشريف الجرجاني والميرداماد الحسيني الفيلسوف والمير فندرسكي واللغوي النحوي علي الفصيحي وكذلك الأمين الأسترابادي، والمؤرخ حمزة السهمي صاحب كتاب تاريخ جرجان.
و قد ذكر السيوطي في كتابه تاريخ الخلفاء ان المسلمين سيطروا على هذه المدينة في زمن سليمان بن عبد الملك.
لغة أهل المدينة هي مازندرانية و الفارسیة.

## المناخ
يظهر الجدول التالي التغييرات المناخية على مدار السنة لجرجان:
| البيانات المناخية لـجرجان            | البيانات المناخية لـجرجان | البيانات المناخية لـجرجان | البيانات المناخية لـجرجان | البيانات المناخية لـجرجان | البيانات المناخية لـجرجان | البيانات المناخية لـجرجان | البيانات المناخية لـجرجان | البيانات المناخية لـجرجان | البيانات المناخية لـجرجان | البيانات المناخية لـجرجان | البيانات المناخية لـجرجان | البيانات المناخية لـجرجان | البيانات المناخية لـجرجان |
| الشهر                                | يناير                     | فبراير                    | مارس                      | أبريل                     | مايو                      | يونيو                     | يوليو                     | أغسطس                     | سبتمبر                    | أكتوبر                    | نوفمبر                    | ديسمبر                    | المعدل السنوي             |
| ------------------------------------ | ------------------------- | ------------------------- | ------------------------- | ------------------------- | ------------------------- | ------------------------- | ------------------------- | ------------------------- | ------------------------- | ------------------------- | ------------------------- | ------------------------- | ------------------------- |
| الدرجة القصوى °م (°ف)                | 29 (84)                   | 32.4 (90.3)               | 35 (95)                   | 39 (102)                  | 43 (109)                  | 45 (113)                  | 44 (111)                  | 44 (111)                  | 41.6 (106.9)              | 39 (102)                  | 36 (97)                   | 29.2 (84.6)               | 45 (113)                  |
| متوسط درجة الحرارة الكبرى °م (°ف)    | 12.4 (54.3)               | 13.1 (55.6)               | 15.3 (59.5)               | 21.2 (70.2)               | 26.9 (80.4)               | 30.9 (87.6)               | 32.6 (90.7)               | 32.7 (90.9)               | 29.9 (85.8)               | 24.8 (76.6)               | 18.8 (65.8)               | 14.3 (57.7)               | 22.7 (72.9)               |
| المتوسط اليومي °م (°ف)               | 7.9 (46.2)                | 8.5 (47.3)                | 10.7 (51.3)               | 16.0 (60.8)               | 21.2 (70.2)               | 25.4 (77.7)               | 27.7 (81.9)               | 27.8 (82.0)               | 24.8 (76.6)               | 19.4 (66.9)               | 13.9 (57.0)               | 9.8 (49.6)                | 17.8 (64.0)               |
| متوسط درجة الحرارة الصغرى °م (°ف)    | 3.4 (38.1)                | 3.8 (38.8)                | 6.1 (43.0)                | 10.7 (51.3)               | 15.5 (59.9)               | 19.9 (67.8)               | 22.8 (73.0)               | 22.9 (73.2)               | 19.6 (67.3)               | 13.9 (57.0)               | 8.9 (48.0)                | 5.2 (41.4)                | 12.7 (54.9)               |
| أدنى درجة حرارة °م (°ف)              | −10 (14)                  | −6 (21)                   | −3.2 (26.2)               | 0 (32)                    | 2.8 (37.0)                | 10 (50)                   | 15 (59)                   | 13 (55)                   | 9 (48)                    | 3 (37)                    | −2 (28)                   | −7 (19)                   | −10 (14)                  |
| الهطول مم (إنش)                      | 55.0 (2.17)               | 55.8 (2.20)               | 79.4 (3.13)               | 52.8 (2.08)               | 44.1 (1.74)               | 33.4 (1.31)               | 22.2 (0.87)               | 27.3 (1.07)               | 38.9 (1.53)               | 66.1 (2.60)               | 68.5 (2.70)               | 57.5 (2.26)               | 601 (23.66)               |
| متوسط أيام هطول الأمطار (≥ 1.0 mm)   | 7.4                       | 8.0                       | 10.5                      | 8.0                       | 6.1                       | 4.2                       | 3.7                       | 4.2                       | 5.2                       | 5.7                       | 6.7                       | 6.8                       | 76.5                      |
| متوسط الرطوبة النسبية (%)            | 73                        | 73                        | 74                        | 72                        | 67                        | 64                        | 65                        | 68                        | 69                        | 70                        | 73                        | 74                        | 70                        |
| ساعات سطوع الشمس الشهرية             | 135.3                     | 128.1                     | 132.3                     | 164.6                     | 207.6                     | 220.4                     | 221.9                     | 220.5                     | 196.3                     | 196.4                     | 151.1                     | 132.8                     | 2٬107٫3                   |
| المصدر: Synoptic Stations Statistics |                           |                           |                           |                           |                           |                           |                           |                           |                           |                           |                           |                           |                           |

## معرض الصور

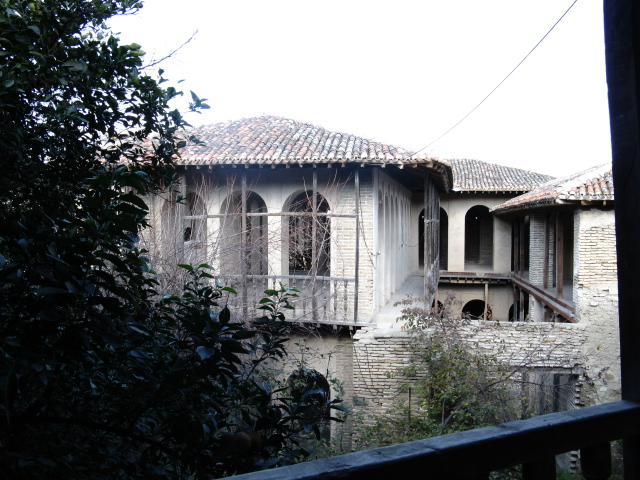
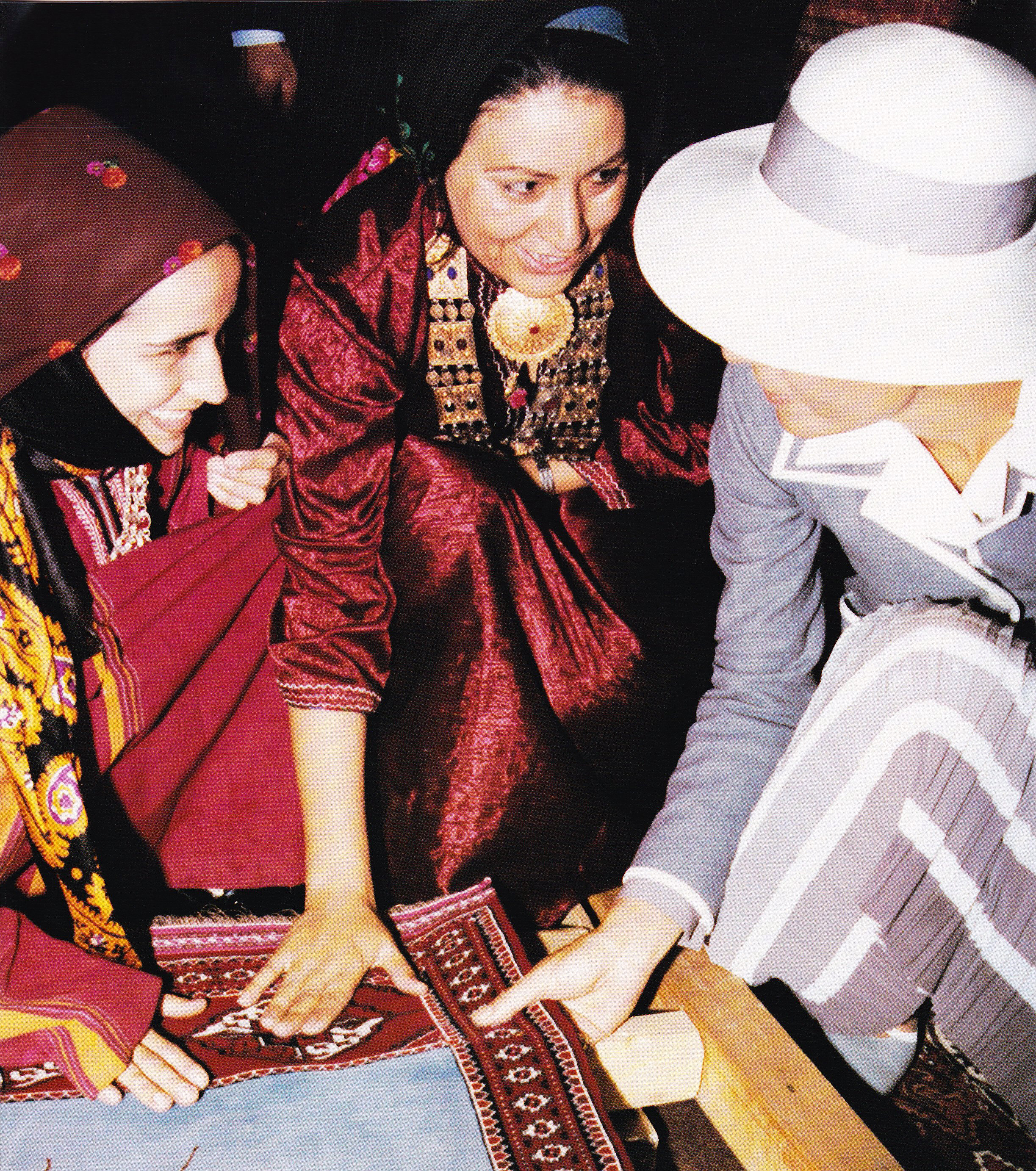
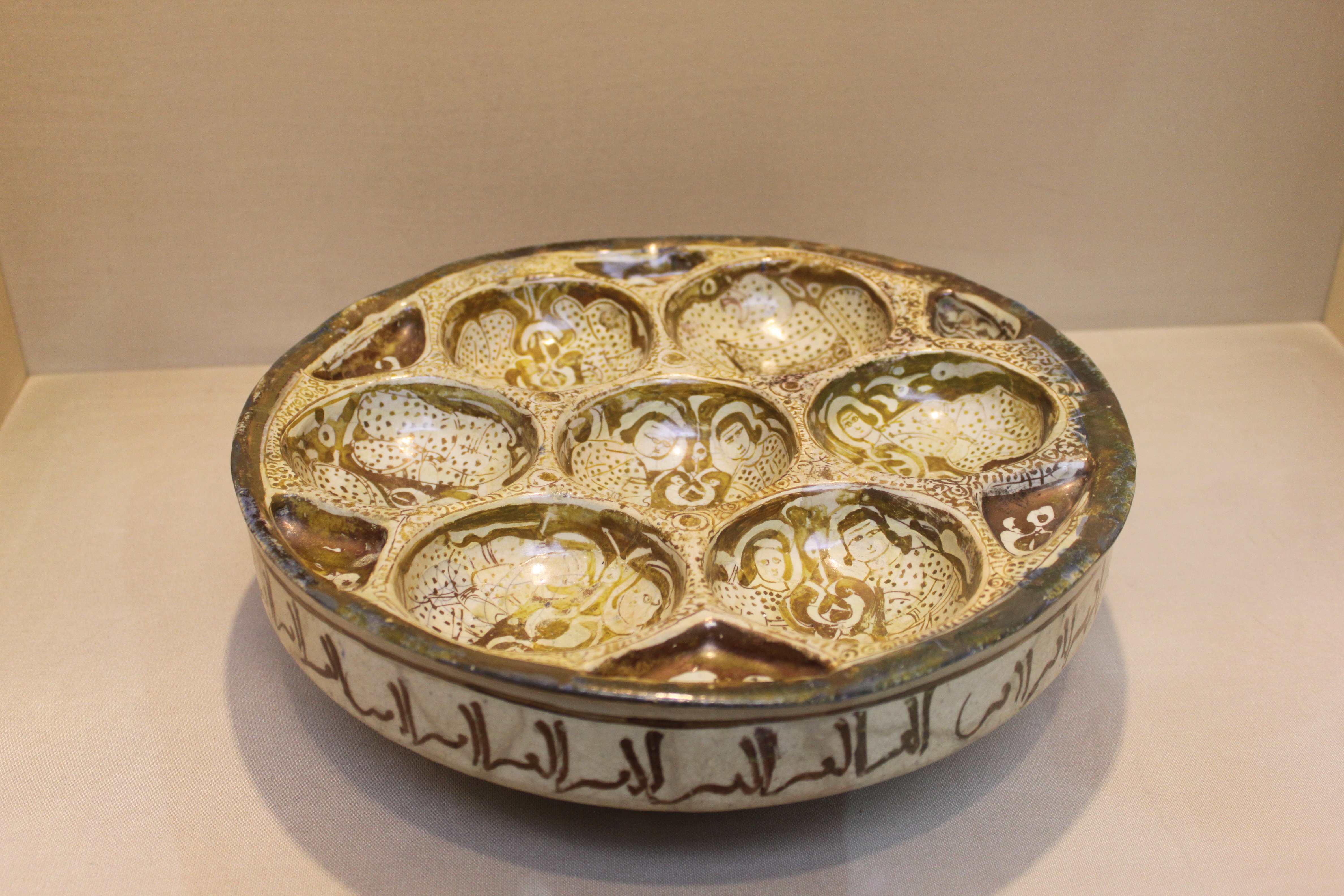
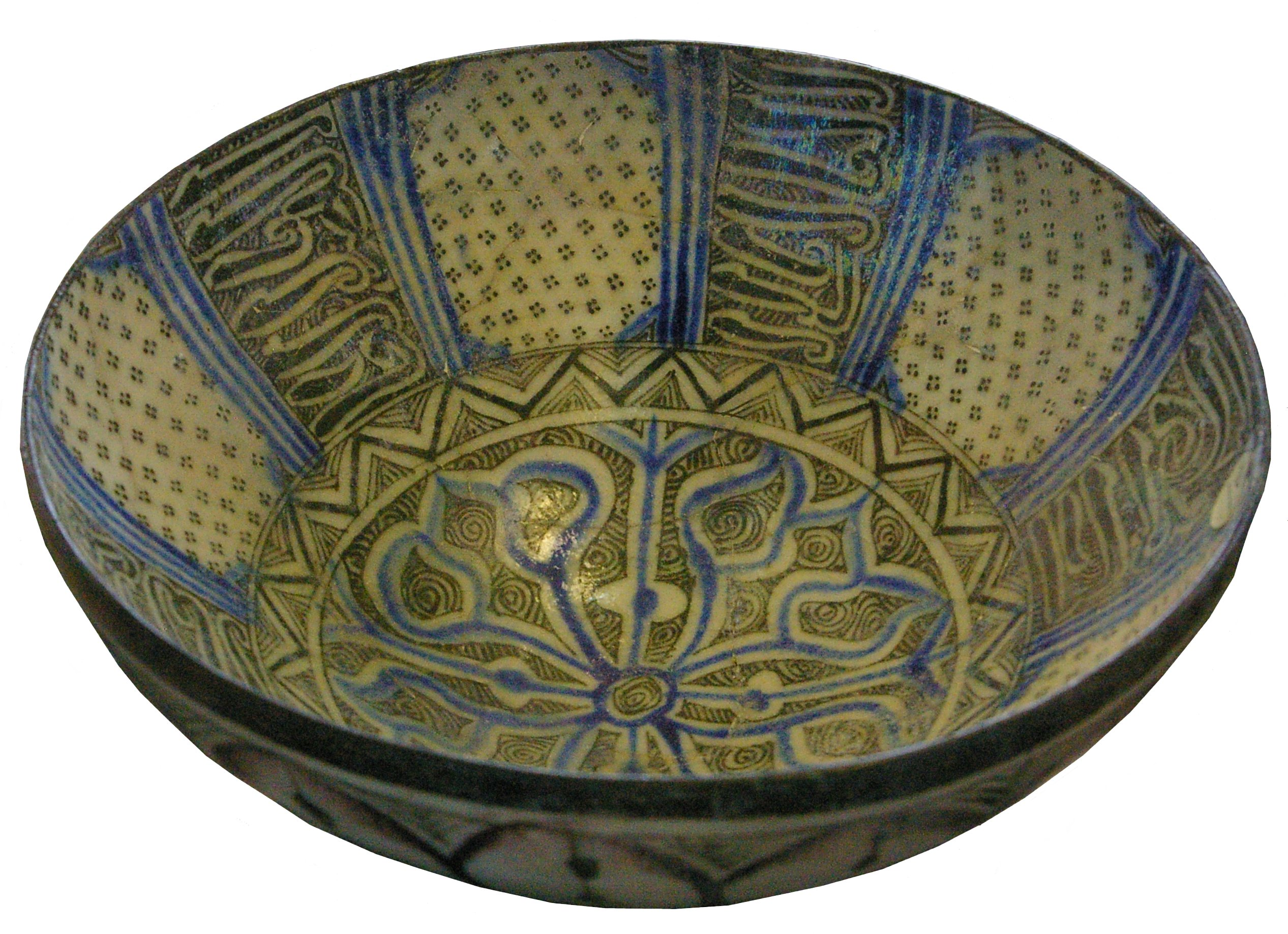

## توأمة
لجرجان اتفاقيات توأمة مع كل من:
- أكتاو
- سامسون

## أعلام
- أبو بكر الصولي
- أبو أحمد بن عدي الجرجاني
- قابوس بن وشكمير
- فخر الدين الكركاني
- عبد القاهر الجرجاني
- محمد رضا لطفي
- أبو سعيد الجرجاني
- أبو سهل المسيحي